# Altwelt-Sumpfschildkröten

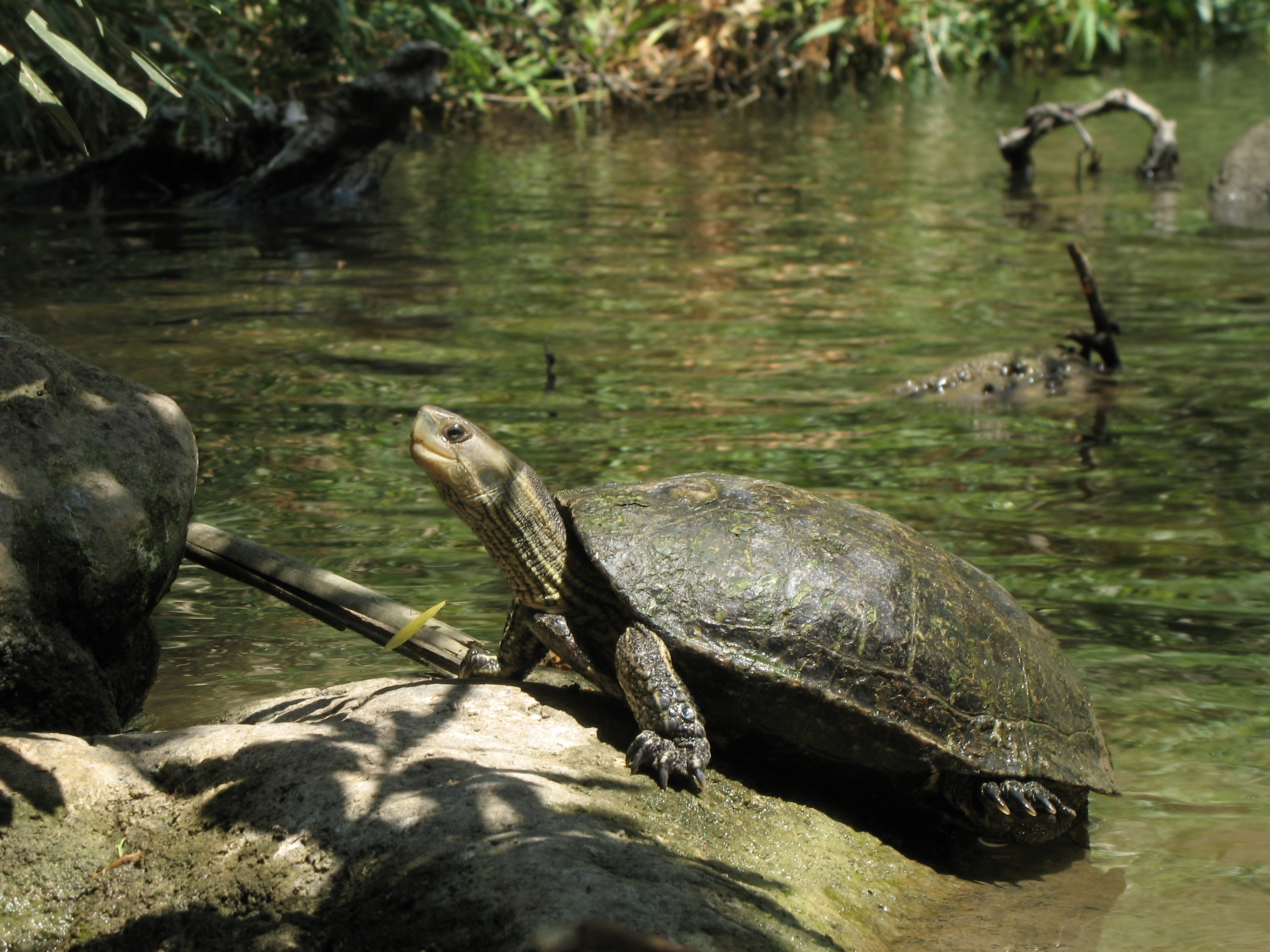
Westkaspische Schildkröte (Mauremys rivulata)

Die Altwelt-Sumpfschildkröten (Geoemydidae) sind eine Familie der Unterordnung der Halsberger-Schildkröten (Cryptodira).

## Verbreitung
Die weitaus meisten Altwelt-Sumpfschildkröten leben in Asien und Europa, der „Alten Welt“. Es gibt allerdings eine Ausnahme, die Amerikanischen Erdschildkröten (Rhinoclemmys) kommen aus Mittel- und dem nördlichen Südamerika. Die übrigen Gattungen kommen aus Asien mit Japan und dem Verbreitungsschwerpunkt Südostasien. Europäische Arten sind die Spanische Wasserschildkröte (Mauremys leprosa), die auf der Iberischen Halbinsel, sowie im Maghreb lebt und die Kaspische Wasserschildkröte (Mauremys caspica), die auf dem südlichen Balkan, in der Türkei, der Kaukasusregion und dem Nahen Osten bis nach Turkmenistan lebt.

## Lebensweise
Sumpfschildkröten führen ein aquatisches, an das Wasser gebundenes Leben. Kleinere Arten bewohnen meist kleine Gewässer und sind schlechtere Schwimmer. Große Arten wie die Batagur-Schildkröte (Batagur baska) und die Callagur-Schildkröte (Batagur borneoensis) schwimmen besser, leben in Flüssen, gehen auch in das Brackwasser und wandern die Küsten entlang um gemeinsam mit Meeresschildkröten ihre Eier an den Stränden abzulegen. Die Asiatischen und Amerikanischen Erdschildkröten, die Tempelschildkröte und die Scharnierschildkröten leben stark terrestrisch.

## Ernährung
Junge Altwelt-Sumpfschildkröten ernähren sich meist carnivor. Mit zunehmendem Alter kommt dann oft ein pflanzlicher Nahrungsanteil hinzu, besonders bei den Asiatischen und Amerikanischen Erdschildkröten und anderen großen Arten.

## Systematik

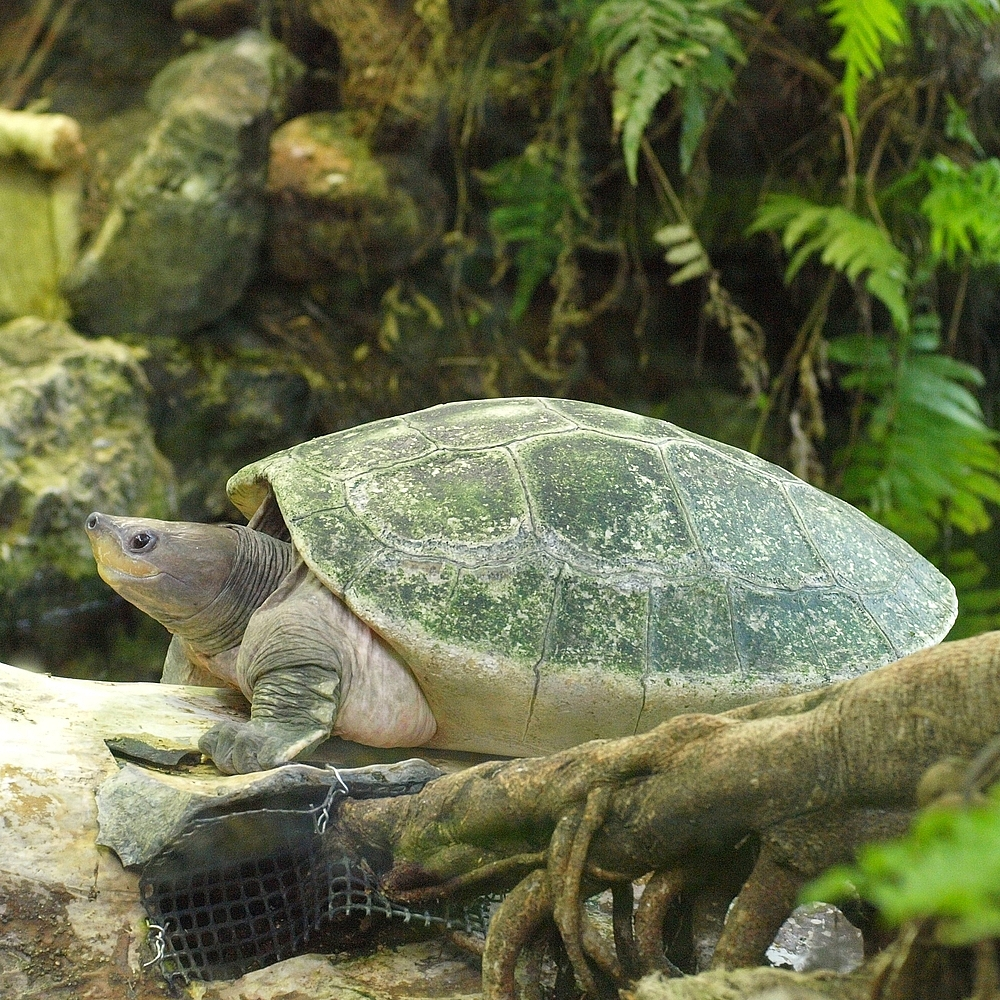
Callagur-Schildkröte (Batagur borneoensis) Weibchen

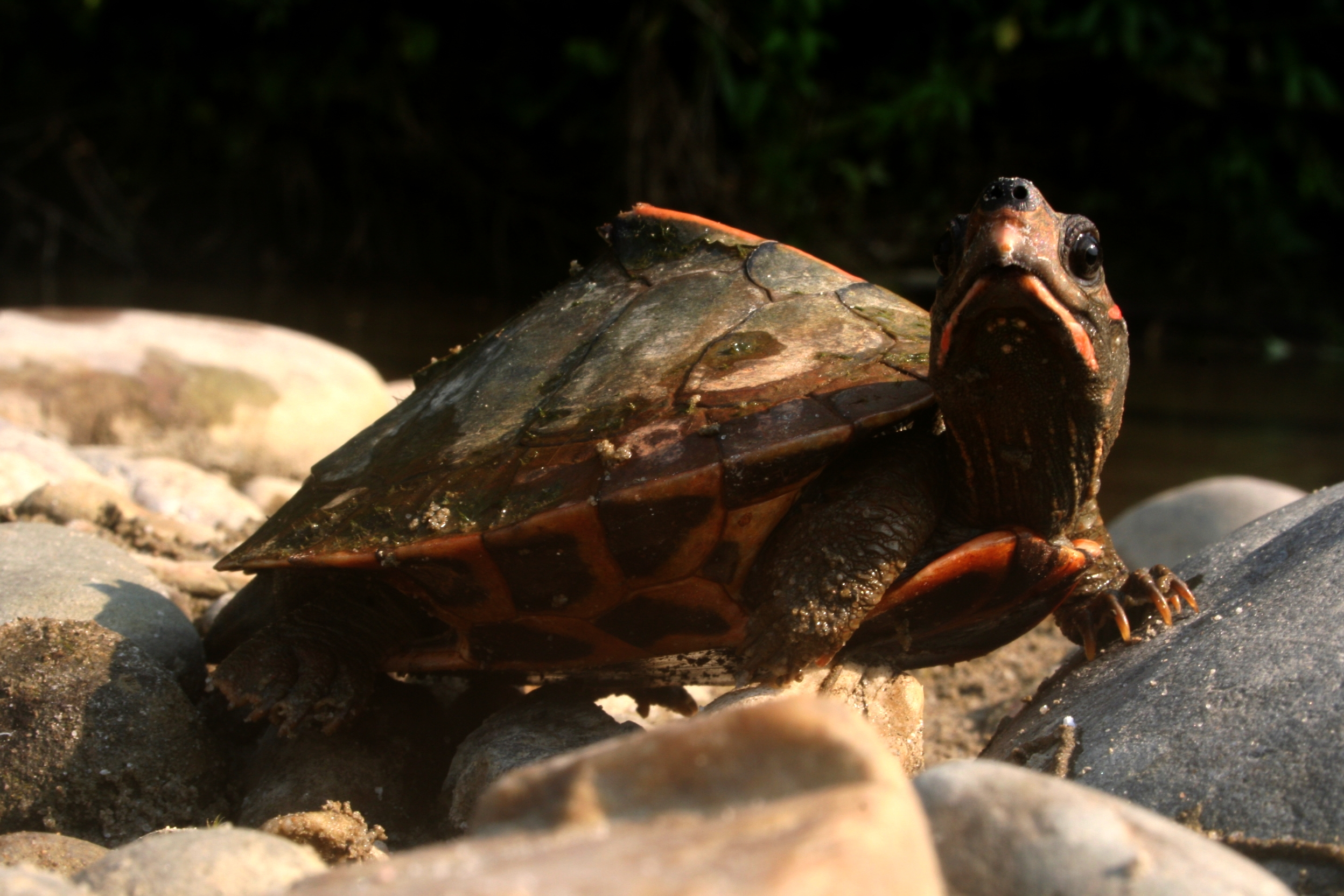
Assam-Dachschildkröte (Pangshura sylhetensis)

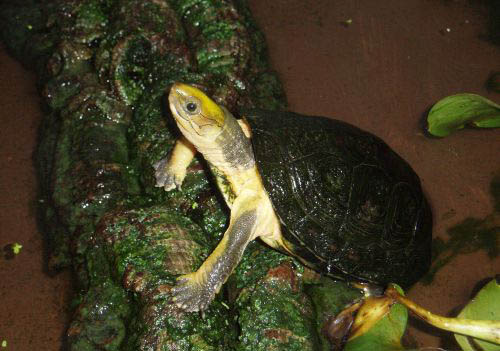
Goldkopf-Scharnierschildkröte (Cuora aurocapitata)

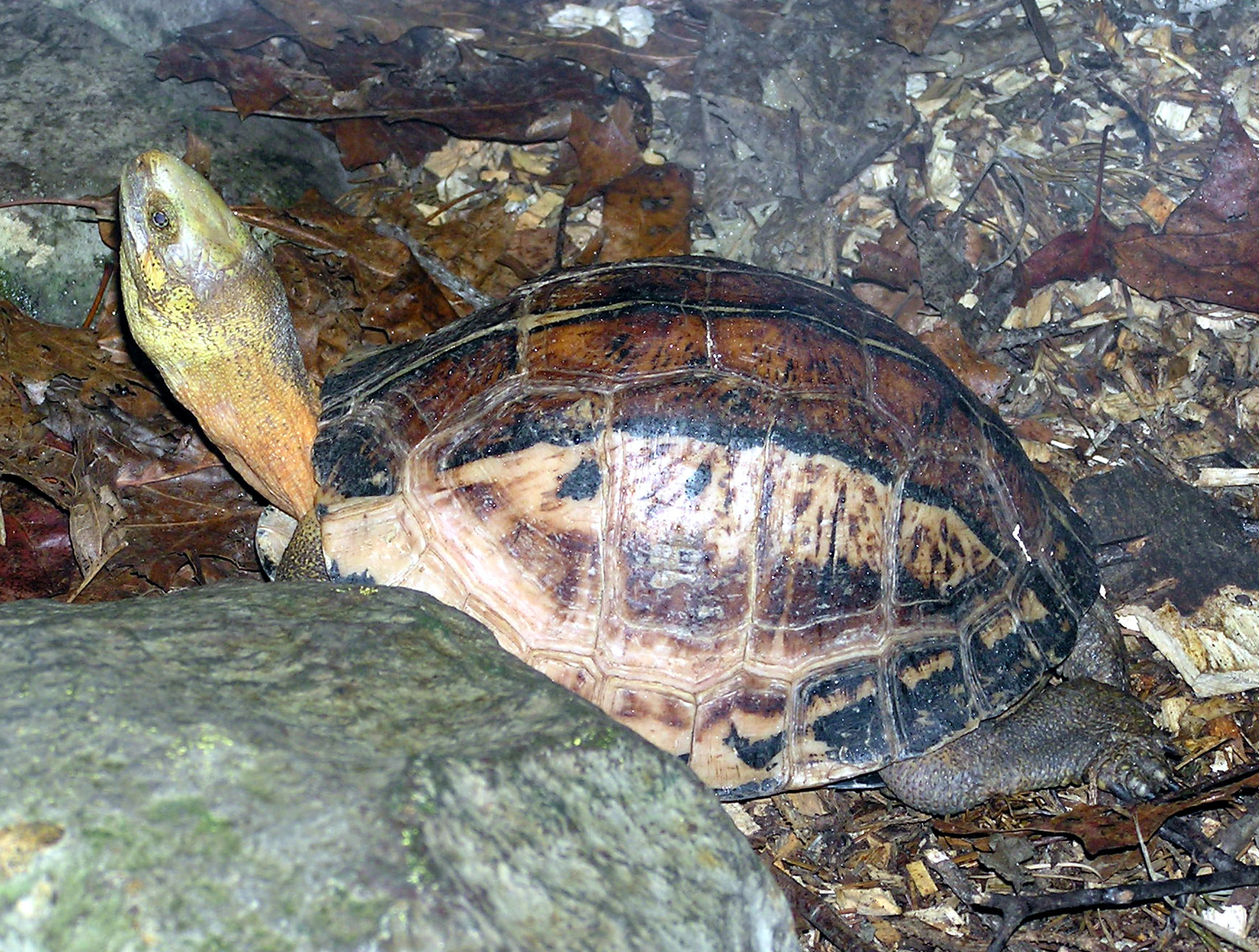
Hinterindische Scharnierschildkröte
(Cuora galbinifrons)

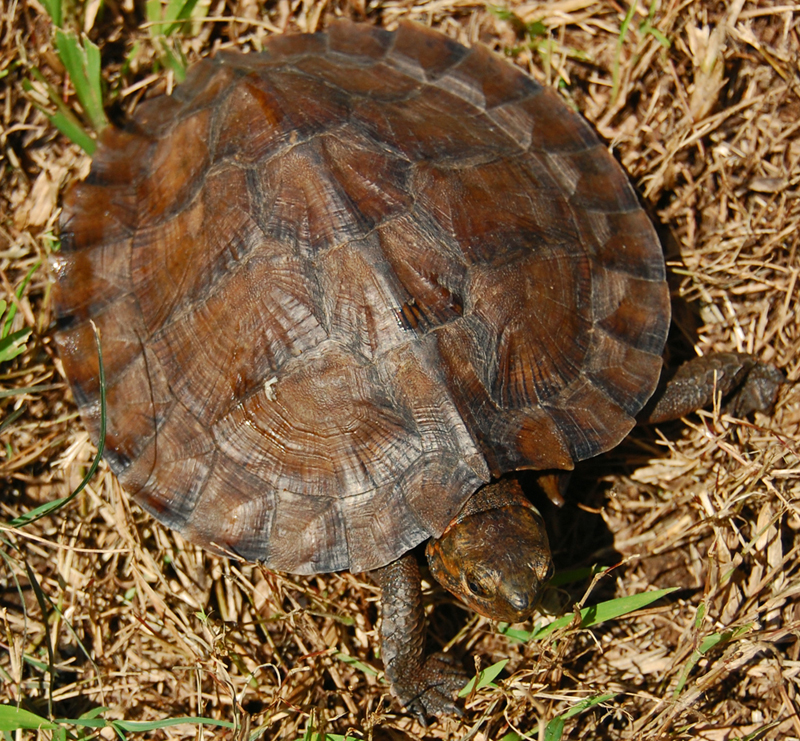
Indomalaiische Blattschildkröte (Cyclemys dentata)

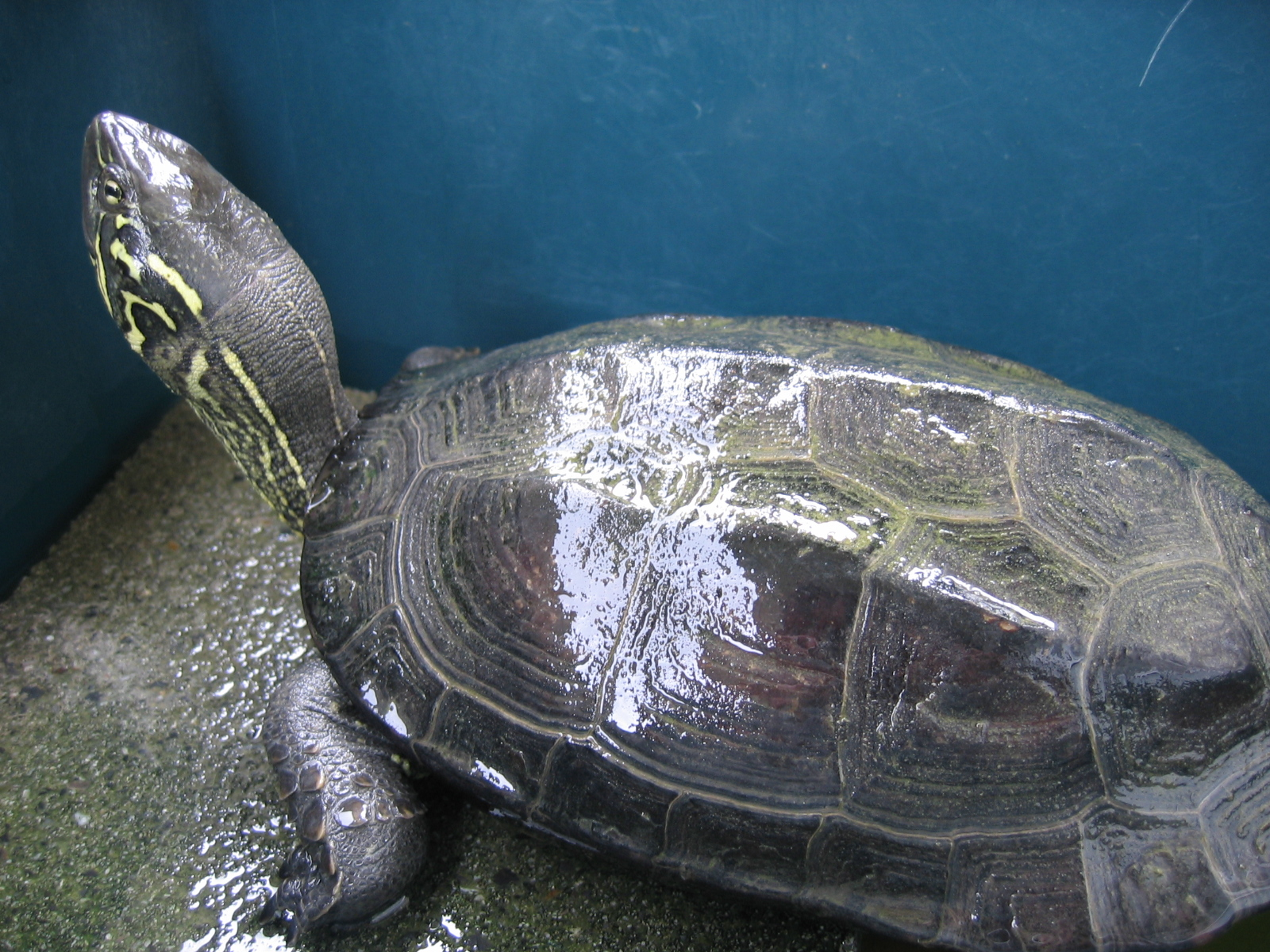
Chinesische Dreikielschildkröte (Mauremys reevesii)

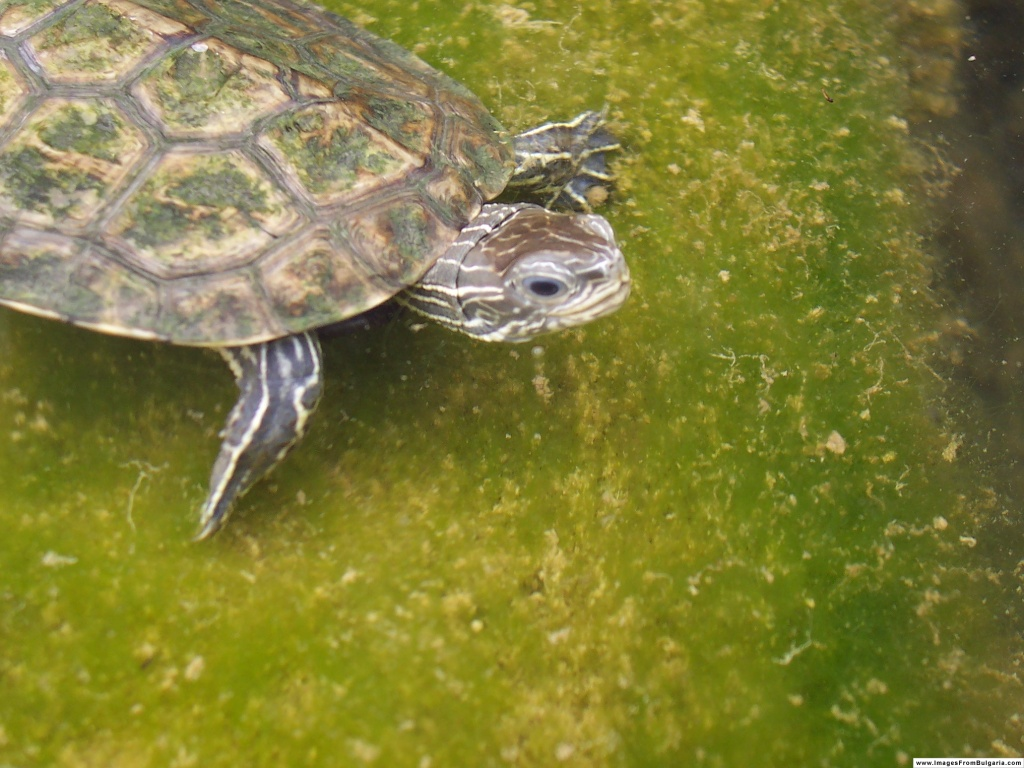
Ostmediterrane Bachschildkröte
(Mauremys rivulata)

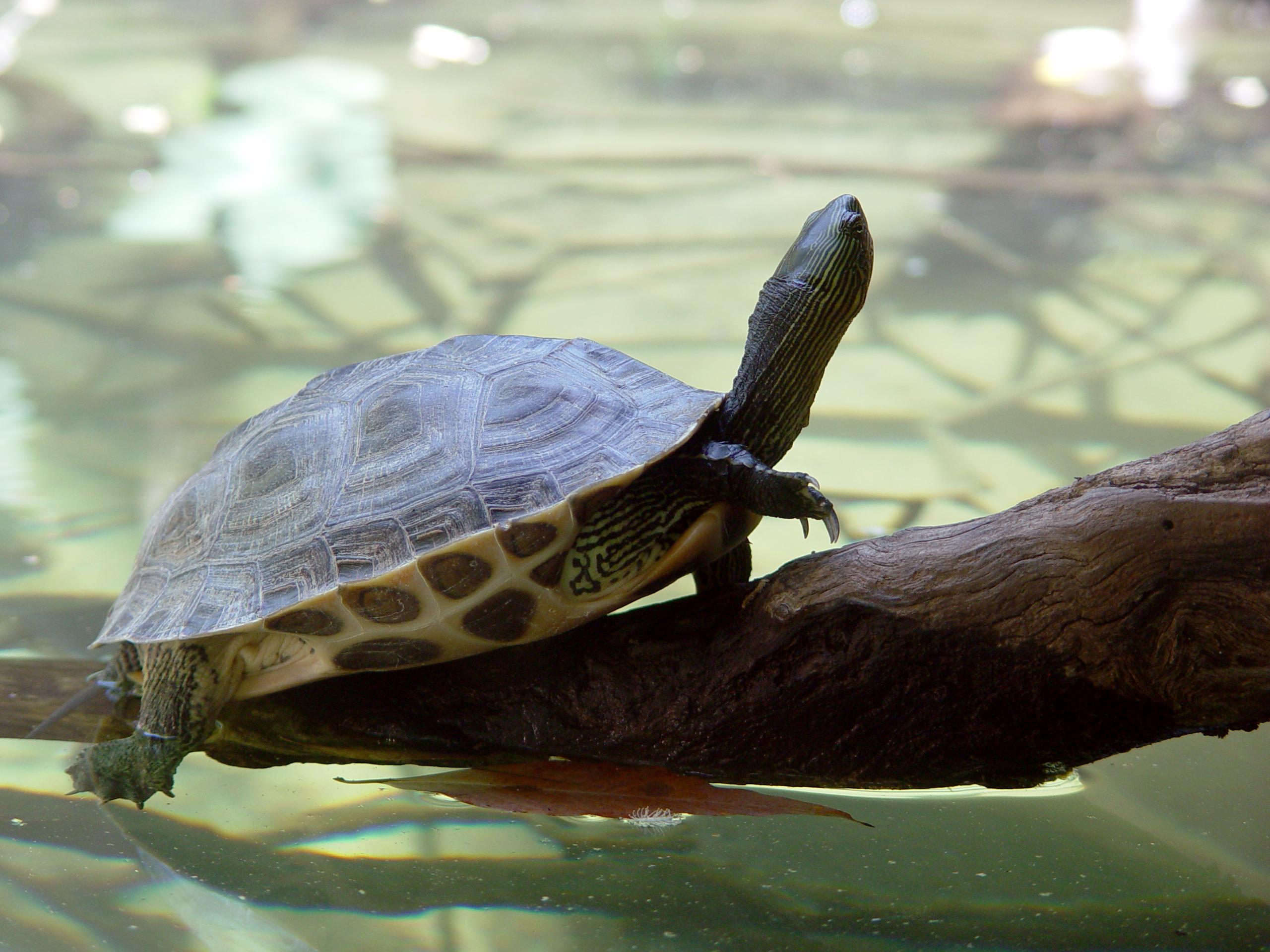
Chinesische Streifenschildkröte (Ocadia sinensis) bzw. (Mauremys sinensis)

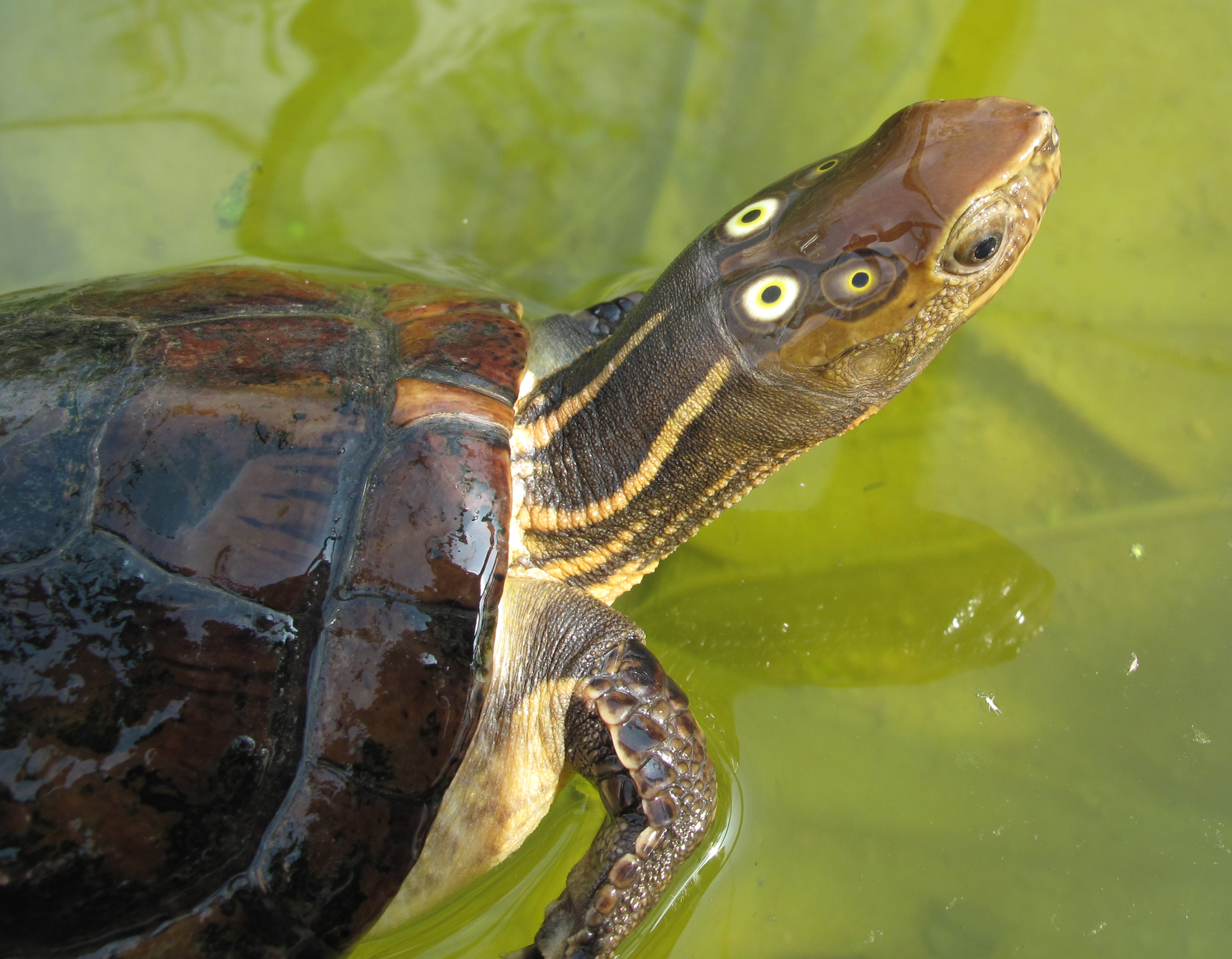
Vietnamesische Pfauenaugen-Sumpfschildkröte (Sacalia quadriocellata)

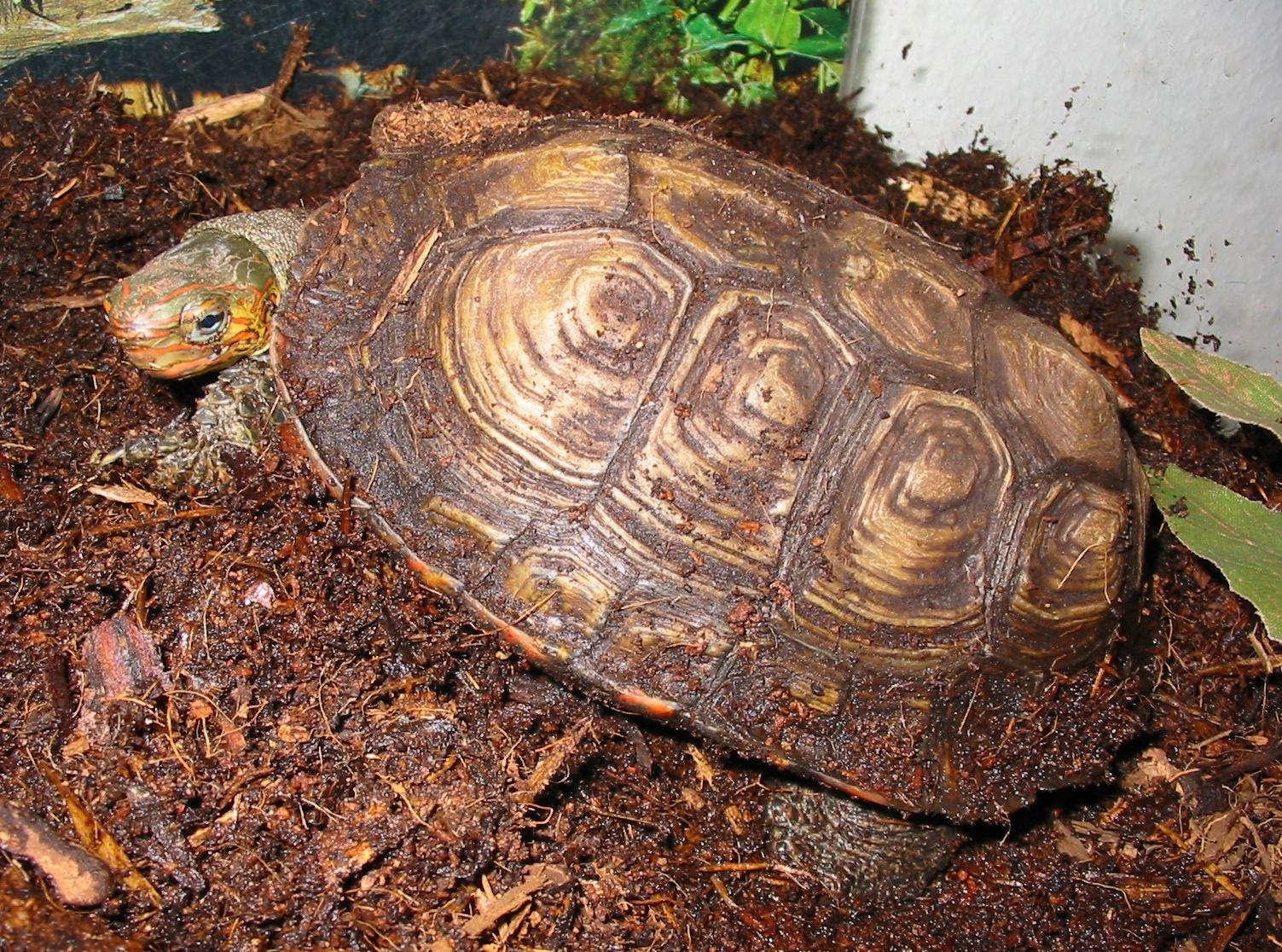
Pracht-Erdschildkröte (Rhinoclemmys pulcherrima)

Die Altwelt-Sumpfschildkröten unterscheiden sich im Aufbau des Panzers und des Schädels von den Neuwelt-Sumpfschildkröten (Emydidae), wurden aber bis 1964 noch zu ihnen gerechnet und als Unterfamilie Batagurinae separiert, später jedoch als eigene Familie anerkannt, wobei der Name Bataguridae aus Prioritätsgründen durch Geoemydidae ersetzt wurde. Es gibt etwa 70 Arten, die darauf zunächst in die beiden Unterfamilien Geoemydinae und Batagurinae, nicht zu verwechseln mit der Bezeichnung aus den 1960er Jahren, unterteilt wurden. Dabei wurden der Unterfamilie Batagurinae die Gattungen Batagur, Geoclemys, Hardella, Malayemys, Morenia, Orlitia und Pangshura zugeordnet und der Unterfamilie Geoemydinae die Gattungen Cuora, Cyclemys, Geoemyda, Heosemys, Leucocephalon, Mauremys, Melanochelys, Notochelys, Rhinoclemmys, Sacalia, Siebenrockiella und Vijayachelys. Diese Unterteilung erfolgte hauptsächlich nach Arten mit schmalen Kiefern (Geoemydinae) und Arten mit breiten Kiefern (Batagurinae). Spätere genetische Untersuchungen kamen jedoch zum Ergebnis, dass die Batagurinae in der Geoemydinae eingebettet ist und die Gattung Rhinoclemmys allen anderen Altwelt-Sumpfschildkröten gegenüber steht, deshalb wurden von da an nur noch die beiden Unterfamilien Rhinoclemmydinae und Geoemydinae unterschieden.
Die Familie der Altwelt-Sumpfschildkröten besteht aus zwei Unterfamilien:
- Unterfamilie Geoemydinae Gray, 1870
  - Gattung Batagur Gray, 1856 (inkl. Callagur und Kachuga)
    - Südliche Batagur-Schildkröte (Batagur affinis (Cantor, 1847))
    - Batagur-Schildkröte (Batagur baska (Gray, 1831))
    - Callagur-Schildkröte (Batagur borneoensis (Schlegel & Müller, 1844), Syn.: Callagur borneoensis)
    - Dreistreifen-Flussschildkröte (Batagur dhongoka (Gray, 1834), Syn.: Kachuga dhongok)
    - Bengalische Flussschildkröte (Batagur kachuga (Gray, 1831), Syn.: Kachuga kachuga)
    - Birmesische Dachschildkröte (Batagur trivittata (Duméril & Bibron, 1835), Syn.: Kachuga trivittata)

  - Gattung Geoclemys Gray, 1856
    - Strahlen-Dreikielschildkröte (Geoclemys hamiltonii (Gray, 1831))

  - Gattung Hardella Gray, 1870
    - Diademschildkröte (Hardella thurjii (Gray, 1831))

  - Gattung Malayemys Lindholm, 1931
    - Malayemys khoratensis Ihlow, Vamberger, Flecks, Hartmann, Cota, Makchai, Meewattans, Dawson, Kheng, Rödder & Fritz, 2016
    - Westliche Malaien-Sumpfschildkröte (Malayemys macrocephala (Gray, 1859))
    - Malaien-Sumpfschildkröte (Malayemys subtrijuga (Schweigger, 1812))

  - Gattung Pfauenaugenschildkröten (Morenia Gray, 1870)
    - Hinterindische Pfauenaugenschildkröte (Morenia ocellata (Duméril & Bibron, 1835))
    - Vorderindische Pfauenaugenschildkröte (Morenia petersi (Anderson, 1879))

  - Gattung Orlitia Gray, 1873
    - Borneo-Flussschildkröte (Orlitia borneensis Gray, 1873)

  - Gattung Dachschildkröten (Pangshura Gray, 1856)
    - Braune Dachschildkröte (Pangshura smithii (Gray, 1863))
    - Assam-Dachschildkröte (Pangshura sylhetensis Jerdon, 1870)
    - Indische Dachschildkröte (Pangshura tecta (Gray, 1831))
    - Indische Zeltschildkröte (Pangshura tentoria (Gray, 1834))

  - Gattung Scharnierschildkröten (Cuora Gray, 1856) (inkl. Hybriden)
    - Amboina-Scharnierschildkröte (Cuora amboinensis (Daudin, 1802))
    - Goldkopf-Scharnierschildkröte (Cuora aurocapitata Luo & Zong, 1988)
    - Zentralvietnamesische Scharnierschildkröte (Cuora bourreti Obst & Reimann, 1994)
    - Gelbrand-Scharnierschildkröte (Cuora flavomarginata (Gray, 1863))
    - Hinterindische Scharnierschildkröte (Cuora galbinifrons Bourret, 1939)
    - McCords Scharnierschildkröte (Cuora mccordi Ernst, 1988)
    - Dreikiel-Scharnierschildkröte (Cuora mouhotii (Gray, 1862))
    - Pans Scharnierschildkröte (Cuora pani Song, 1984)
    - Südvietnamesische Scharnierschildkröte (Cuora picturata Lehr, Fritz & Obst, 1998)
    - Chinesische Dreistreifen-Scharnierschildkröte (Cuora trifasciata (Bell, 1825), Syn.: Cuora cyclornata)
    - Gesägte Scharnierschildkröte („Cuora“ × serrata Iverson & McCord, 1992) (Hybride aus Cuora mouhotii & Cuora galbinifrons)
    - Yunnan-Scharnierschildkröte (Cuora yunnanensis (Boulenger, 1906))
    - Zhous Scharnierschildkröte (Cuora zhoui Zhao, Zhou & Ye, 1990)

  - Gattung Blattschildkröten (Cyclemys Bell, 1834)
    - Gestreifte Blattschildkröte (Cyclemys atripons Iverson & McCord, 1997)
    - Indomalaiische Blattschildkröte (Cyclemys dentata (Gray, 1831))
    - Enigma-Blattschildkröte (Cyclemys enigmatica Fritz, Guicking, Auer, Sommer, Wink & Hundsdörfer, 2008)
    - Cyclemys fusca Fritz, Guicking, Auer, Sommer, Wink & Hundsdörfer, 2008
    - Cyclemys gemeli Fritz, Guicking, Auer, Sommer, Wink & Hundsdörfer, 2008
    - Oldhams Blattschildkröte (Cyclemys oldhami Gray, 1863, Syn.: Cyclemys tcheponensis)
    - Vietnamesische Blattschildkröte (Cyclemys pulchristriata Fritz, Gaulke & Lehr, 1997)

  - Gattung Zacken-Erdschildkröten (Geoemyda Gray, 1834)
    - Japanische Zacken-Erdschildkröte (Geoemyda japonica Fan, 1931)
    - Chinesische Zacken-Erdschildkröte (Geoemyda spengleri (Gmelin, 1789))

  - Gattung Asiatische Erdschildkröten (Heosemys Gray, 1870)
    - Tempelschildkröte (Heosemys annandalii (Boulenger, 1903))
    - Flache Erdschildkröte (Heosemys depressa (Anderson, 1875))
    - Riesen-Erdschildkröte (Heosemys grandis (Gray, 1860))
    - Stachel-Erdschildkröte (Heosemys spinosa (Gray, 1831))

  - Gattung Leucocephalon McCord, Iverson, Spinks & Shaffer, 2000
    - Sulawesi-Erdschildkröte (Leucocephalon yuwonoi (McCord, Iverson & Boeadi, 1995))

  - Gattung Bachschildkröten (Mauremys Gray, 1869) (inkl. Cathaiemys, Chinemys, Ocadia, & Hybriden)
    - Annam-Bachschildkröte (Mauremys annamensis (Siebenrock, 1903))
    - Kaspische Bachschildkröte (Mauremys caspica (Gmelin, 1774))
    - Iversons Bachschildkröte („Mauremys“ × iversoni Pritchard & McCord, 1991) (Hybride aus Cuora trifasciata & Mauremys mutica)
    - Japanische Sumpfschildkröte (Mauremys japonica (Temminck & Schlegel, 1835))
    - Maurische Bachschildkröte (Mauremys leprosa (Schweigger, 1812))
    - Gelbe Sumpfschildkröte (Mauremys mutica (Cantor, 1842))
    - Chinesische Rothalsschildkröte (Mauremys nigricans (Gray, 1834), Syn.: Chinemys nigricans)
    - Pritchards Bachschildkröte („Mauremys“ × pritchardi McCord, 1997) (Hybride aus Mauremys mutica & Mauremys reevesii)
    - Chinesische Dreikielschildkröte (Mauremys reevesii (Gray, 1831), Syn.: Chinemys reevesii, Chinemys megalocephala)
    - Ostmediterrane Bachschildkröte (Mauremys rivulata (Valenciennes, 1833))
    - Chinesische Streifenschildkröte (Mauremys sinensis (Gray, 1834), Syn.: Ocadia sinensis)
    - Guangxi-Streifenschildkröte („Ocadia“ × glyphistoma McCord & Iverson, 1994) (Hybride aus Mauremys sinensis & Mauremys annamensis)
    - Philippens Streifenschildkröte („Ocadia“ × philippeni McCord & Iverson, 1992) (Hybride aus Mauremys sinensis  & Cuora trifasciata)

  - Gattung Indische Erdschildkröten (Melanochelys Gray, 1869)
    - Dreikiel-Erdschildkröte (Melanochelys tricarinata (Blyth, 1856))
    - Schwarzbauch-Erdschildkröte (Melanochelys trijuga (Schweigger, 1812))

  - Gattung Notochelys Gray, 1863
    - Malaiische Plattrücken-Schildkröte (Notochelys platynota (Gray, 1834))

  - Gattung Pfauenaugen-Sumpfschildkröten (Sacalia Gray, 1870)
    - Chinesische Pfauenaugen-Sumpfschildkröte (Sacalia bealei (Gray, 1831))
    - Hainan-Pfauenaugen-Sumpfschildkröte („Sacalia “ × pseudocellata McCord & Iverson, 1992) (Hybride aus Cuora trifasciata & Sacalia quadriocellata)
    - Vietnamesische Pfauenaugen-Sumpfschildkröte (Sacalia quadriocellata (Siebenrock, 1903))

  - Gattung Siebenrockiella Lindholm, 1929
    - Schwarze Dickkopf-Schildkröte (Siebenrockiella crassicollis (Gray, 1831))
    - Philippinen-Erdschildkröte (Siebenrockiella  leytensis (Taylor, 1920))

  - Gattung Vijayachelys Praschag, Schmidt, Fritzsch, Müller, Gemel & Fritz, 2006
    - Gelbkopf-Erdschildkröte (Vijayachelys silvatica (Henderson, 1912))
- Unterfamilie Rhinoclemmydinae Gray, 1873
  - Gattung Amerikanische Erdschildkröten (Rhinoclemmys Fitzinger, 1835)
    - Braune Erdschildkröte (Rhinoclemmys annulata (Gray, 1860))
    - Gefurchte Erdschildkröte (Rhinoclemmys areolata (Duméril, Bibron & Duméril, 1851))
    - Diadem-Erdschildkröte (Rhinoclemmys diademata (Mertens, 1954))
    - Bauchstreifen-Erdschildkröte (Rhinoclemmys funerea (Cope, 1876))
    - Kolumbianische Erdschildkröte (Rhinoclemmys melanosterna (Gray, 1861))
    - Ecuador-Erdschildkröte (Rhinoclemmys nasuta (Boulenger, 1902))
    - Pracht-Erdschildkröte (Rhinoclemmys pulcherrima (Gray, 1855))
    - Südamerikanische Erdschildkröte (Rhinoclemmys punctularia (Daudin, 1801))
    - Rückenflecken-Erdschildkröte (Rhinoclemmys rubida (Cope, 1870))

## Nachweise